# Cobitis linea
Cobitis linea es una especie de peces de la familia Cobitidae en el orden de los Cypriniformes.

## Reproducción
Es ovíparo.

## Morfología
• Los machos pueden llegar alcanzar los 6,5 cm de longitud total y las hembras 8,86.

## Hábitat
Vive en zonas de clima subtropical.

## Distribución geográfica
Se encuentra en el río Kor (Irán ).